# Neues Schloss Steinach (Niederbayern)

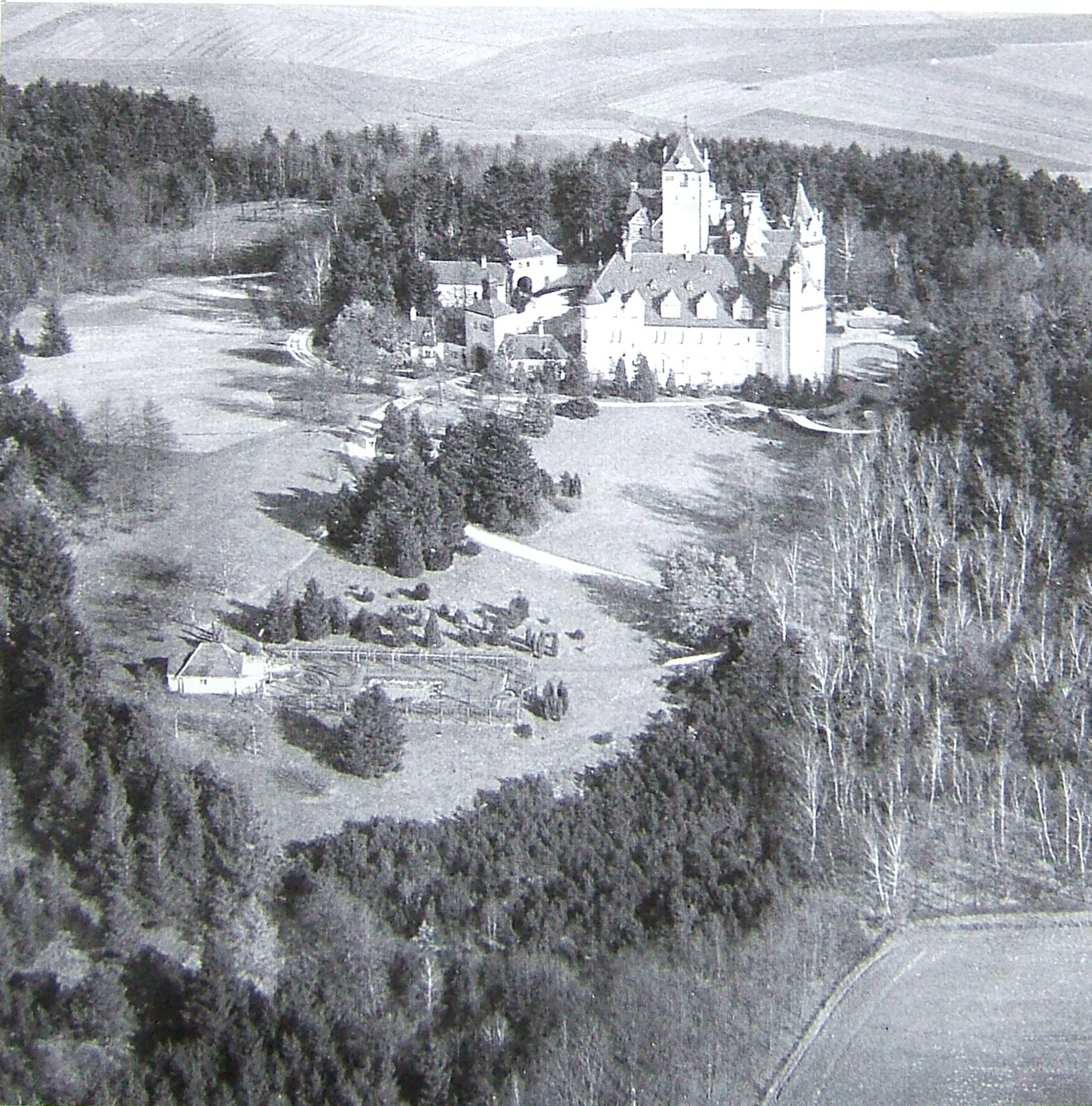
Luftbild des Neuen Schlosses

Das Neue Schloss Steinach befindet sich in Helmberg, einem Gemeindeteil der niederbayerischen Gemeinde Steinach im Landkreis Straubing-Bogen zwischen den Orten Steinach und Münster auf dem Singberg (Helmberg 2). Die Anlage ist unter der Aktennummer D-2-78-190-6 als Baudenkmal verzeichnet.

## Im Besitz der Familie von Schmieder

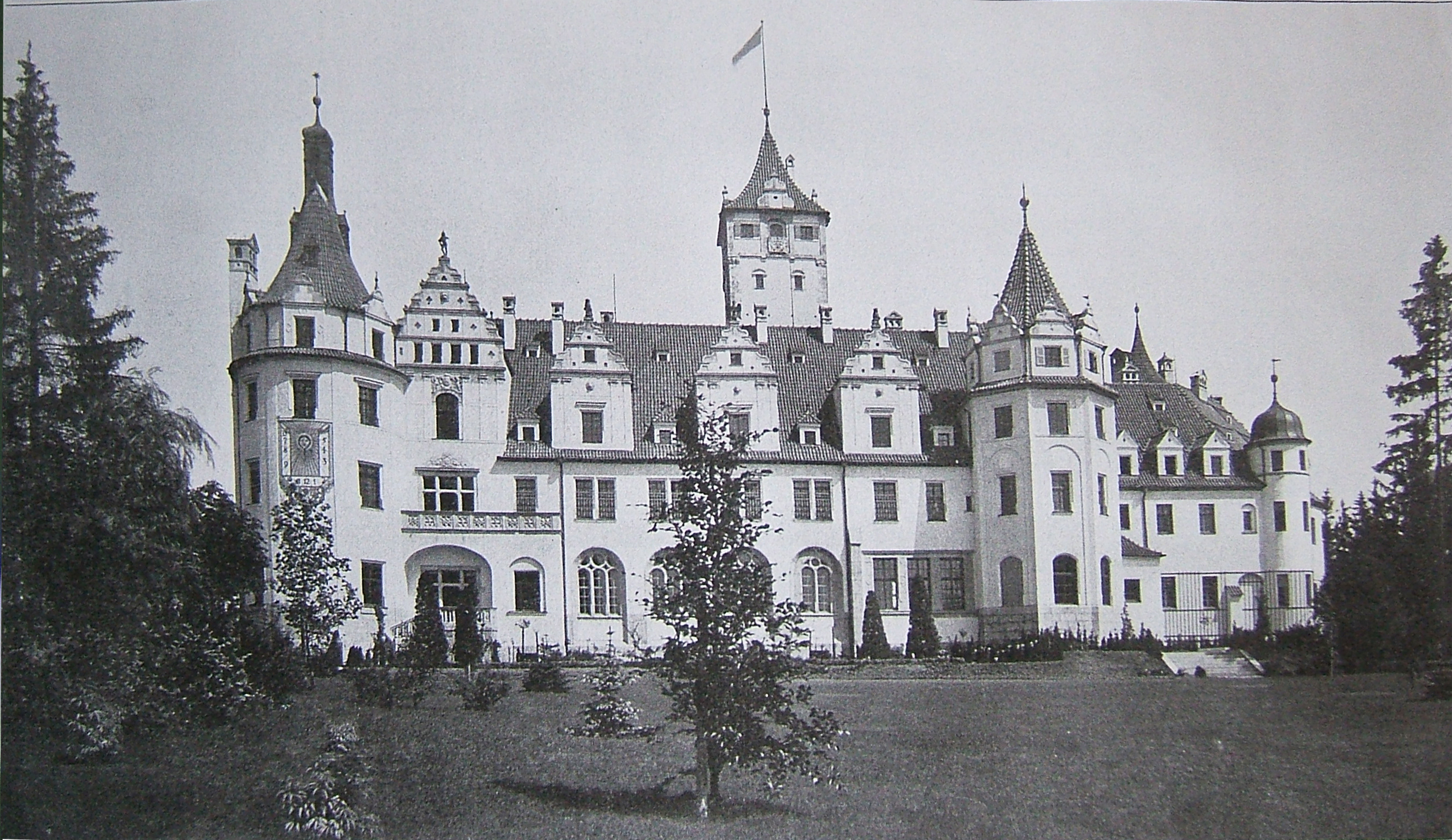
Das ursprüngliche Herrenhaus

Nach den Plänen des Architekten Gabriel von Seidl entstand unter der Bauleitung von Iwan Bartcky von 1904 bis 1908 das Neue Schloss des Bauherren Karl August von Schmieder. Das Schloss umfasste 198 Räume auf ca. 3800 m².
Neben dem Hauptgebäude existierten noch zahlreiche weitere Nebengebäude:
- Zwei Torgebäude – das Westtor mit Turmuhr und das Osttor mit einem Fresco von Herterich, München, das den Hl. St. Georg als Reiter darstellt.
- Das Stallgebäude mit Stellplätze für insgesamt 19 Pferden, dazu eine große Wagenremise, Garagen für die beiden ersten Automobile, eine große Geschirr- und Sattelkammer, Wohnungen und Zimmer für den Kutscher, der Wäscherin, sowie Zimmer für die Stallburschen. In dem Gebäude war noch ein großer Wäscheboden und ein Heu- und Strohlager vorhanden. Vor dem gesamten Stallbereich schützte ein großes Glasdach beim Ein- und Ausspannen die Pferde vor Regen und Schnee
- Das Torhaus mit Wappen der Familie von Schmieder mit einer Wohnung für den Pförtner und die unverheirateten Gärtner und Pferdeburschen.
- Das Gärtnerhaus mit zahlreichen Gewächshäusern.
- Das Vogerlhaus mit Volieren für verschiedene Ziervögel und Wasserbassin.
- Das Försterhaus am nördlichen Ende des Parkes.

Zur Planung und Gestaltung des fast 20 ha großen Parks wurde Gartenbaudirektor Paul Lorenz aus Zwickau beauftragt. Er beinhaltete u. a. den Rosenhaag, einen Laubengang aus Eisenkonstruktion mit einer über 5 m hohen  Kuppel in der Mitte, sowie einen Tennisplatz mit Zuschauerterrasse und kleinen Umkleidehäuschen.
Zerstörung
Das Schloss ging am 7. Februar 1939 für 440.000 RM in den Besitz der Reichsautobahnen über und sollte zur größten Autobahnraststätte Deutschlands umgebaut werden. Ab 1943 diente das Schloss als Dienststelle der NSDAP in Niederbayern. Am 23. April 1945 wurde das Hauptgebäude durch SS-Truppen in Brand gesetzt, um die dort eingelagerten Parteiakten zu vernichten. Den Feuerwehren aus dem Umkreis war es untersagt, Löschversuche zu unternehmen, und so brannte das Hauptgebäude nieder. Die Nebengebäude dienten nach Kriegsende als Flüchtlingsunterkünfte. Die Ruine des Herrenhauses wurde im Jahr 1955 abgebrochen.

## Heute

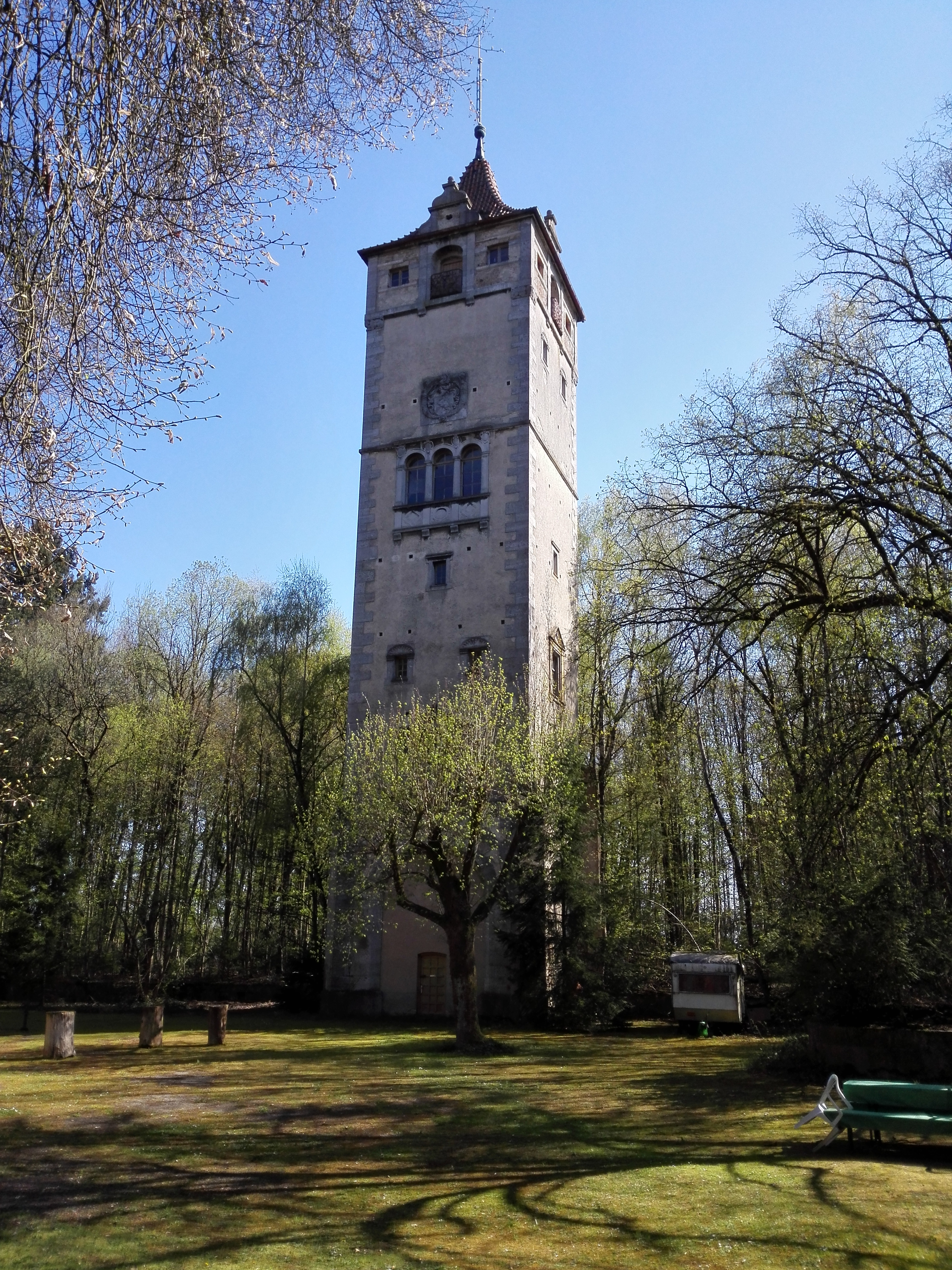
Der vom Brand verschonte Hauptturm, 2015

Seit 1961 befinden sich Schloss und Schlosspark in Privatbesitz. Die Nebengebäude sind teilweise vermietet. Der von der Zerstörung verschonte denkmalgeschützte Turm des Hauptgebäudes ist von Weitem sichtbar. Der zum großen Teil unberührte Schlosspark hat den bezaubernden Charme eines schlafenden Dornröschenschlosses und enthält zahlreiche alte, erlesene, aus verschiedenen Ländern stammende Solitärbäume.